# بوگرا-۱
بوگرا-۱ (به لاتین: Bogra-1) یک منطقهٔ مسکونی در بنگلادش است که در ناحیه بوگرا واقع شده‌است.